# 針筆

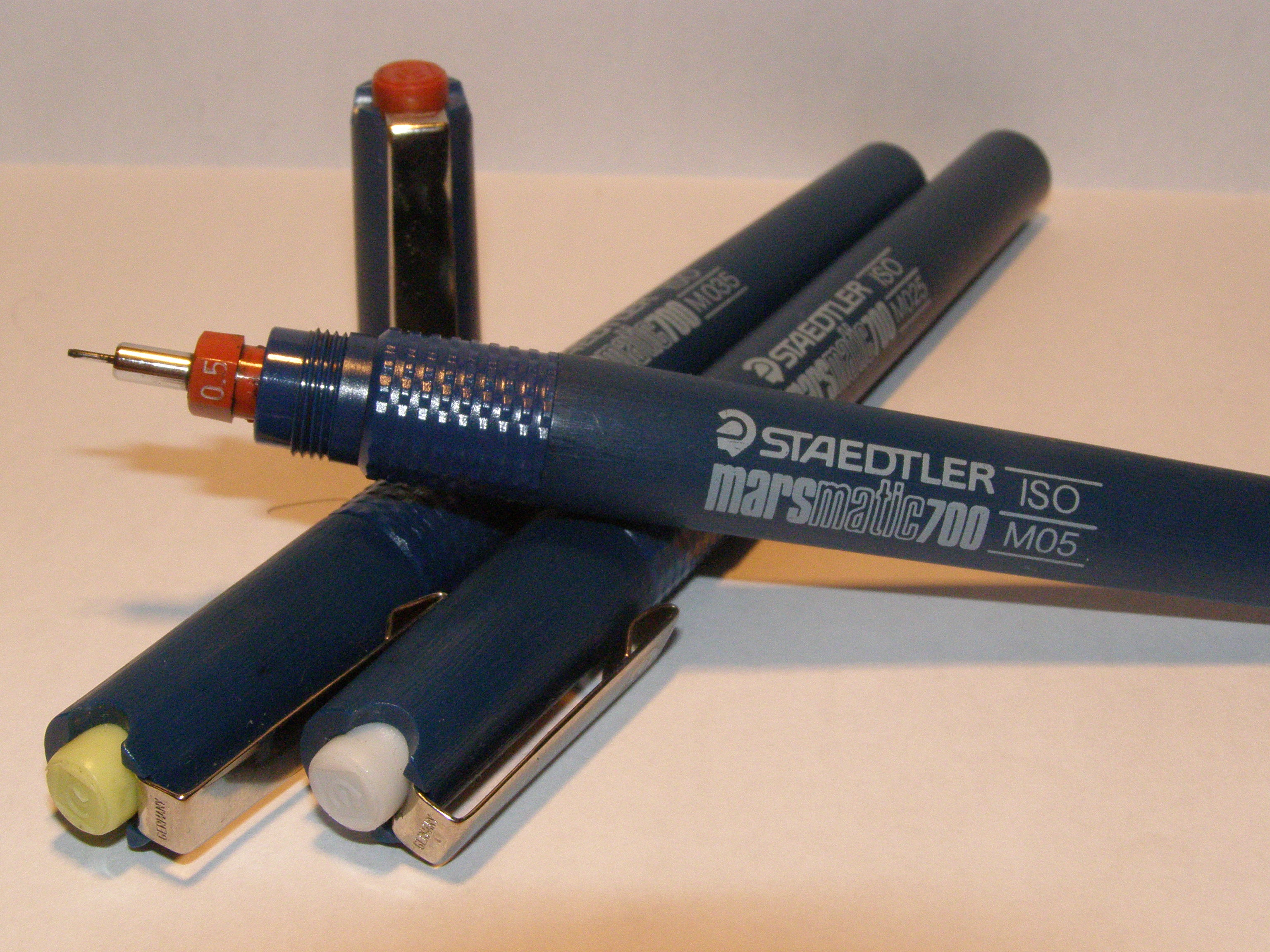
德國施德樓針筆

針筆（英語：Technical pen），也稱針管筆，是一種製圖工具，地圖學家、建築師、工程師、製圖員或漫畫家常用它來繪製地圖、建築圖、工程圖、技術圖或漫畫中固定寬度的線條。針筆使用可填充的墨水管或抽換式的墨水卡匣。
雖然目前市面上有出現所謂的「代針筆」；然而傳統針筆因使用墨水填充，畫出來的線條顏色十分飽和，在較細（0.05 毫米）及較粗（0.8 毫米）線條的表現上，亦比代針筆優秀，更能維持所繪線條的粗細一致。

## 規格
針筆的筆頭由細到粗有許多種，常見有 0.1 毫米、0.2 毫米、0.3 毫米、0.5 毫米及0.8 毫米等；一般在工程製圖上選擇 0.1 毫米、0.3 毫米、0.5 毫米、0.8 毫米四種粗細來繪製成工程圖面。針筆的墨水補充方式有填墨式與卡匣式墨水，前者在筆桿中設計可旋開露出充墨口的墨水管，後者則直接配備墨水匣，每次墨水用盡即拔下空匣、換上新匣。

## 主要用途與使用方法
從以前到現在，針筆和鴨嘴筆都有用在工業用途上，工程圖除了用鉛筆畫過，還必須使用針筆描一次。近年來漫畫產業發展蓬勃，才慢慢開始有使用針筆繪製漫畫。
正確的使用方式為使筆頭與紙面成垂直畫線，如此繪出的線條可顯現針筆的特性——畫出粗細一致的線條。若使用如 0.8 毫米等較粗的針筆尺規作圖時，最好選用有凹邊的製圖用尺，以免墨水滲到尺面下污染圖面。

## 保養與維護
0.1 毫米或 0.2 毫米甚或更細的針筆筆頭是很脆弱的，使用時需小心注意不和其他物體碰撞。若筆頭彎折且無法復原，針筆即算報廢。
若將有一、兩個月以上不使用針筆，尤其是細筆頭的針筆，應用溫水浸洗筆頭，若能放空墨水更佳。確保筆頭中已無墨水後，拭淨後自然陰乾，再收起留待下次使用。這是因為針筆的筆頭很細，若長久不用極易被乾涸的墨水所堵塞。
若遇針筆無法出水的情況，應先用溫水浸洗後拭乾筆頭，試驗墨水是否可以流出。重複數次後若仍不出墨，則可攜至眼鏡行，商請使用高頻水洗器清洗筆頭。若仍不成，可試圖買新的。
在製圖相關科系學生使用針筆的比率日益降低後，維修針筆更顯困難，因許多代理商已經撤消維修站。

## 相關用品
- 代針筆：針筆價格昂貴，又不易保養，故學生或初學者在有預算有限的情況下，常會使用較便宜的代針筆。然而代針筆的顏色畫久了容易褪色，視覺效果不好，因此只能算是替代用品，還不能真正取代針筆。儘管如此，建築系學生使用代針筆的比率仍相當高。
- 鴨嘴筆：用來畫工程圖的專業用具，筆頭可以自行調整大小以畫出不同的線條寬度，價格比針筆貴，因此沒有廣泛在漫畫界上使用。

## 外部鏈接
维基共享资源上的相關多媒體資源：針筆